# Wijnstraat (Dordrecht)
De Wijnstraat in de stad Dordrecht, in de Nederlandse provincie Zuid-Holland, loopt van de Groothoofdspoort in het noorden van de historische binnenstad naar de Tolburg bij het Scheffersplein. De Wijnstraat wordt hier vervolgd onder de naam Groenmarkt. De straat is een oud dijklichaam langs de oude haven van Dordrecht. Aan wat tegenwoordig de oneven zijde is, staat de oudste bebouwing van de straat.
De straat telt ruim 60 rijksmonumenten, waaronder Het Zeepaert (nummer 113), de Sint-Bonifatiuskerk (nummer 117), Dit is in Beverenburgh (nummer 123) en Huis De Onbeschaamde (nummers 125 en 127).

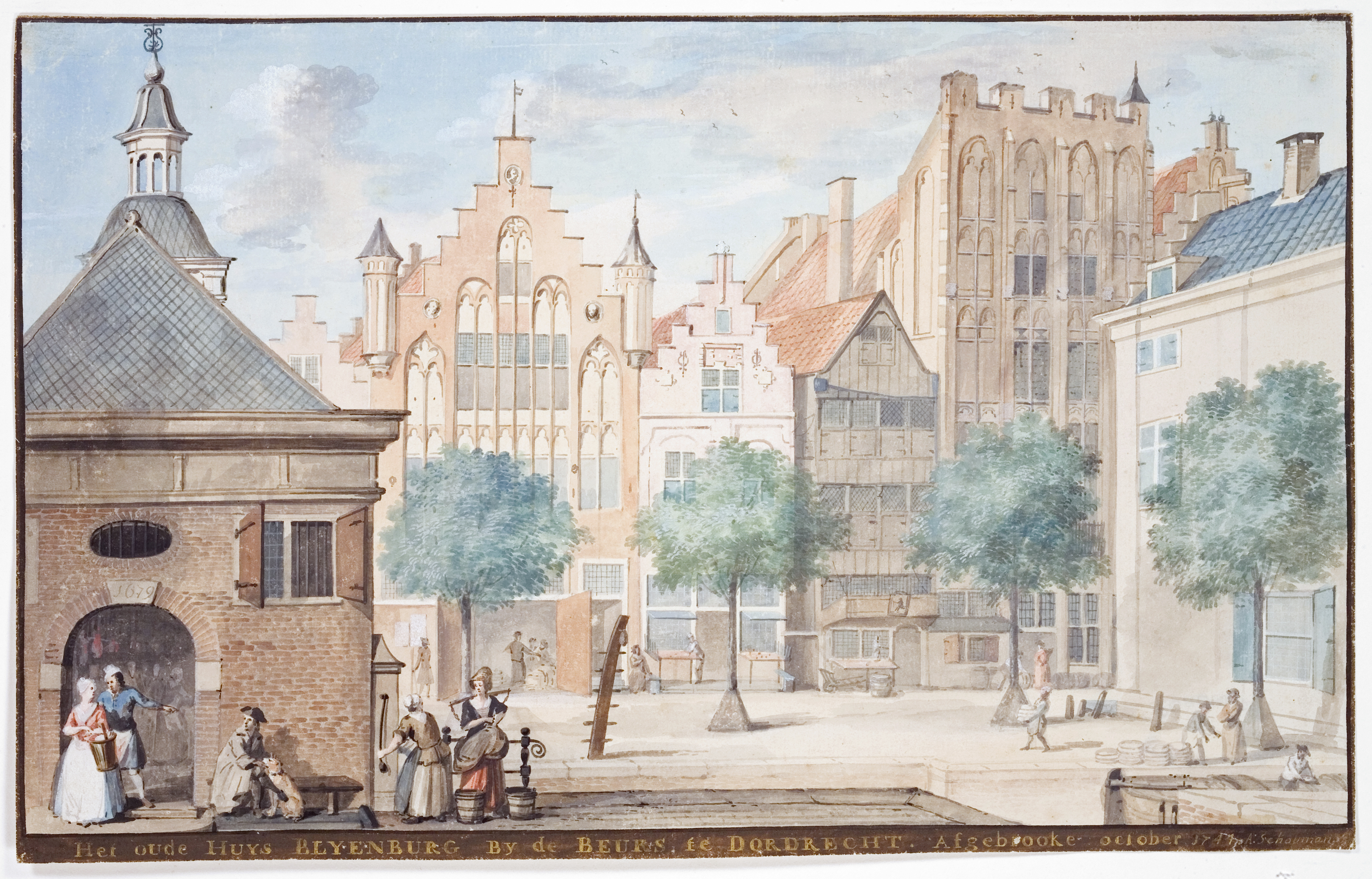
Aart Schouman: zicht op de Wijnstraat, 1745

## zie ook
- Lijst van rijksmonumenten aan de Wijnstraat